# 가주지 하루코
카쥬지 하루코(일본어: 勧修寺 晴子 かじゅうじ はるこ[*], 덴분 22년 (1553년) - 덴나 6년 2월 18일 (1620년 3월 21일))는 아즈치모모야마 시대에서 에도 시대 전기에 걸쳐 살은 여성이다. 사네히토 친왕 (오기마치 천황의 5황자)의 뇨보(女房)이자, 고요제이 천황의 생모 (국모)이다. 뇨인(女院)이고, 원호(院号)는 신죠토몬인(新上東門院)이다.

## 가계
아버지는 카쥬지 하레미기, 어머니는 종3위 아와야 모토코 (아와야 모토타카의 딸)이다. 카쥬지 하루토요, 마데노코지 아츠후사, 오기마치산죠 키미나카의 정실 등이 형제자매이다. 자식으로는 고요제이 천황ㆍ쿠우쇼 법친왕ㆍ료조 법친왕ㆍ하치죠노미야 토시히토 친왕ㆍ에이쇼 여왕 등 6남 3녀가 있다. 외가의 아와야씨는 카이 겐지 야스다씨의 일족으로, 야스다 요시사다의 후손이다. 당시 동족이 와카사노슈고였던 타케다씨의 최대 유력 가신이자 무가의 명문 가문이었다.

## 생애
에이로쿠 10년 (1567년)부터 사네히토 친왕의 뇨보로 살았고, "아챠노츠보네 (阿茶局)"라 칭하였으나, 실제로는 비에 가까운 존재였다. 덴쇼 14년 (1586년) 11월, 그가 낳은 고요제이 천황이 즉위하자, 국모 대접을 받으며, 다른 뇨보와 선을 그엇고, 같은 해 11월 20일, 준삼궁이 되었다. 게이초 5년 12월 29일 (1601년 1월 23일), 원호 선하에 의해 뇨인이 되어 신죠토몬인(新上東門院)이라 하였다. 겐나 6년 2월 18일, 68세의 나이로 사망하였다. 교토부 교토시 히가시야마구 이마쿠마노이즈미야마초의 센뉴지 내에 있는 쓰키노와 능에 묘가 있다.

## 등장하는 작품

### 소설
- 『노부나가 타오르다』 (2001년, 아베 류타로 저)

### 드라마
- 『노부나가 타오르다』 (2016년, 테레비도쿄, 연기 : 쿠리야마 치아키)